# DDR-Meisterschaften im Schwimmen 1989

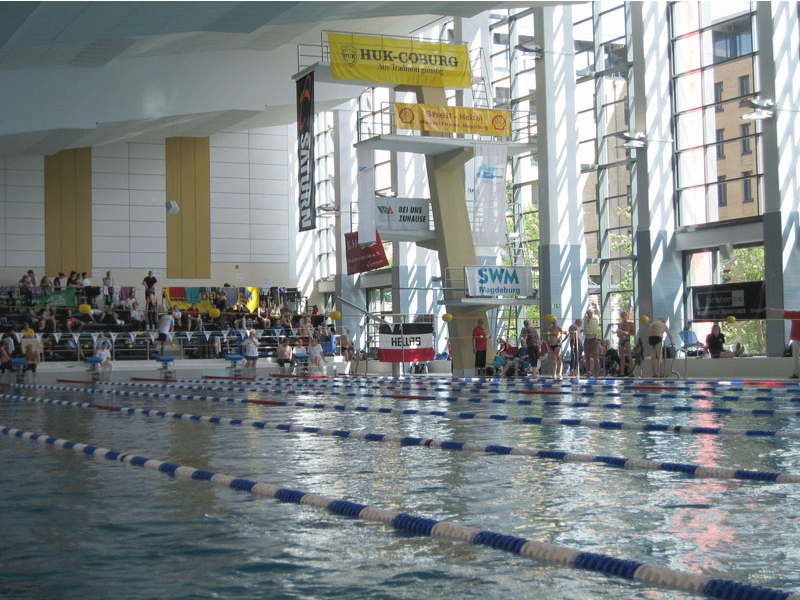
Austragungsort der DDR-Meisterschaften im Schwimmen 1989

Die DDR-Meisterschaften im Schwimmen wurden 1989 zum 40. Mal ausgetragen und fanden vom 13. bis 18. Juni in der Magdeburger Elbeschwimmhalle statt, bei denen auf 32 Strecken (16 Herren / 16 Damen) die Meister ermittelt wurden. Der Wettkampf diente gleichzeitig als Qualifikationswettkampf für die Europameisterschaften 1989 in Bonn. Mit elf Titeln war der SC Dynamo Berlin die erfolgreichste Mannschaft dieser Meisterschaft.
Sportliche Höhepunkte der Meisterschaft waren die DDR-Rekorde von Ralph Färber über 100 Meter Brust, Thomas Müller über 200 Meter Brust und Patrick Kühl über 400 Meter Lagen. Des Weiteren stellten die Damen vom SC Dynamo Berlin über die 4 × 100 Meter Freistil einen DDR-Rekord für Klubstaffel auf.

## Herren
| Wettbewerb          | Gold                                                                       | Gold         | Silber                                                                       | Silber       | Bronze                                                               | Bronze       |
| 050 m Freistil      | Nils Rudolph SC Empor Rostock                                              | 22,75 s      | Dirk Richter SC Einheit Dresden                                              | 23,16 s      | Olaf Ahlers SC Empor Rostock                                         | 23,22 s      |
| 100 m Freistil      | Nils Rudolph SC Empor Rostock                                              | 50,61 s      | Steffen Zesner SC Dynamo Berlin                                              | 50,84 s      | Dirk Bludau SC Dynamo Berlin                                         | 51,19 s      |
| 200 m Freistil      | Uwe Daßler ASK Vorwärts Potsdam                                            | 1:50,17 min  | Steffen Zesner SC Dynamo Berlin                                              | 1:50,35 min  | André Matzk SC Dynamo Berlin                                         | 1:50,63 min  |
| 400 m Freistil      | Uwe Daßler und Jörg Hoffmann beide ASK Vorwärts Potsdam                    | 3:51,93 min  |                                                                              |              | Steffen Zesner SC Dynamo Berlin                                      | 3:54,57 min  |
| 1500 m Freistil0    | Jörg Hoffmann ASK Vorwärts Potsdam                                         | 15:14,96 min | Uwe Daßler ASK Vorwärts Potsdam                                              | 15:17,67 min | Torsten Wilhelm SC Einheit Dresden                                   | 15:34,49 min |
| 100 m Brust         | Ralph Färber SC DHfK Leipzig                                               | 1:02,76 min  | Raik Hannemann SC Dynamo Berlin                                              | 1:03,50 min  | Christian Poswiat SC Dynamo Berlin                                   | 1:03,60 min  |
| 200 m Brust         | Thomas Müller ASK Vorwärts Potsdam                                         | 2:18,59 min  | Eger ASK Vorwärts Potsdam                                                    | 2:24,15 min  | Steinert SC Einheit Dresden                                          | 2:25,37 min  |
| 100 m Schmetterling | Uwe Schnabel SC DHfK Leipzig                                               | 55,54 s      | Nils Rudolph SC Empor Rostock                                                | 55,55 s      | Raik Hannemann SC Dynamo Berlin                                      | 55,74 s      |
| 200 m Schmetterling | Raik Hannemann SC Dynamo Berlin                                            | 2:01,75 min  | Göpfert SC Karl-Marx-Stadt                                                   | 2:05,78 min  | Reinecke SC DHfK Leipzig                                             | 2:06,45 min  |
| 100 m Rücken        | Tino Weber SC Chemie Halle                                                 | 56,62 s      | Steffen Gröhst SC Dynamo Berlin                                              | 56,92 s      | Torsten Kaiser SC Einheit Dresden                                    | 56,98 s      |
| 200 m Rücken        | Tino Weber SC Chemie Halle                                                 | 2:01,39 min  | Michael Marcinkowski SC Dynamo Berlin                                        | 2:02,49 min  | Torsten Kaiser SC Einheit Dresden                                    | 2:03,31 min  |
| 200 m Lagen         | Raik Hannemann SC Dynamo Berlin                                            | 2:02,75 min  | Patrick Kühl ASK Vorwärts Potsdam                                            | 2:03,14 min  | Christian Geßner SC Turbine Erfurt                                   | 2:03,23 min  |
| 400 m Lagen         | Patrick Kühl ASK Vorwärts Potsdam                                          | 4:16,63 min  | Christian Geßner SC Turbine Erfurt                                           | 4:23,38 min  | Jirka Letzin SC Empor Rostock                                        | 4:27,30 min  |
| 4 × 100 m Freistil  | SC Dynamo Berlin Dirk Bludau Steffen Zesner Ingolf Rasch André Matzk       | 3:23,81 min  | SC Empor Rostock Olaf Ahlers Nils Rudolph Matthias Wolff Peter Wiedemann     | 3:26,74 min  | ASK Vorwärts Potsdam Andreas Szigat Patrick Kühl Heidrich Uwe Daßler | 3:28,38 min  |
| 4 × 200 m Freistil  | SC Dynamo Berlin Steffen Zesner André Matzk Dirk Bludau Lars Hinneburg     | 7:24,70 min  | ASK Vorwärts Potsdam Andreas Szigat Jörg Hoffmann Sebastian Wiese Uwe Daßler | 7:25,79 min  | SC Karl-Marx-Stadt Poller Gruner Carsten Kühlmorgen Göpfert          | 7:42,85 min  |
| 4 × 100 m Lagen     | SC Dynamo Berlin Steffen Gröhst Raik Hannemann Ingolf Rasch Steffen Zesner | 3:47,34 min  | SC DHfK Leipzig Jankowski Ralph Färber Uwe Schnabel Michael Körner           | 3:49,33 min  | SC Empor Rostock Jirka Letzin Schmidt Nils Rudolph Olaf Ahlers       | 3:52,54 min  |

## Damen
| Wettbewerb          | Gold                                                                             | Gold        | Silber                                                                         | Silber      | Bronze                                                                    | Bronze      |
| 050 m Freistil      | Daniela Hunger SC Dynamo Berlin                                                  | 25,51 s     | Katrin Meißner SC Dynamo Berlin                                                | 26,00 s     | Heike Friedrich SC Karl-Marx-Stadt                                        | 26,51 s     |
| 100 m Freistil      | Katrin Meißner SC Dynamo Berlin                                                  | 55,72 s     | Manuela Stellmach SC Dynamo Berlin                                             | 56,10 s     | Heike Friedrich SC Karl-Marx-Stadt                                        | 56,44 s     |
| 200 m Freistil      | Manuela Stellmach SC Dynamo Berlin                                               | 1:58,66 min | Heike Friedrich SC Karl-Marx-Stadt                                             | 2:00,12 min | Anke Möhring SC Magdeburg                                                 | 2:00,28 min |
| 400 m Freistil      | Anke Möhring SC Magdeburg                                                        | 4:08,63 min | Heike Friedrich SC Karl-Marx-Stadt                                             | 4:10,26 min | Astrid Strauß TSC Berlin                                                  | 4:10,41 min |
| 800 m Freistil      | Anke Möhring SC Magdeburg                                                        | 8:29,13 min | Astrid Strauß TSC Berlin                                                       | 8:30,93 min | Grit Müller ASK Vorwärts Potsdam                                          | 8:31,76 min |
| 100 m Brust         | Silke Hörner SC DHfK Leipzig                                                     | 1:08,33 min | Susanne Börnike ASK Vorwärts Potsdam                                           | 1:09,47 min | Daniela Brendel SC Dynamo Berlin                                          | 1:10,49 min |
| 200 m Brust         | Susanne Börnike ASK Vorwärts Potsdam                                             | 2:28,42 min | Silke Hörner SC DHfK Leipzig                                                   | 2:28,74 min | Daniela Brendel SC Dynamo Berlin                                          | 2:31,90 min |
| 100 m Schmetterling | Kathleen Nord SC Magdeburg                                                       | 1:00,95 min | Jacqueline Jacob SC Magdeburg                                                  | 1:01,66 min | Katrin Meißner SC Dynamo Berlin                                           | 1:02,28 min |
| 200 m Schmetterling | Kathleen Nord SC Magdeburg                                                       | 2:11,31 min | Jacqueline Jacob SC Magdeburg                                                  | 2:13,81 min | Heide Grein ASK Vorwärts Potsdam                                          | 2:14,52 min |
| 100 m Rücken        | Kristin Otto SC DHfK Leipzig                                                     | 1:01,77 min | Anja Eichhorst SC Empor Rostock                                                | 1:02,47 min | Marion Sperka SC Empor Rostock                                            | 1:03,10 min |
| 200 m Rücken        | Kristin Otto SC DHfK Leipzig                                                     | 2:12,74 min | Dagmar Hase SC Chemie Halle                                                    | 2:13,49 min | Anja Eichhorst SC Empor Rostock                                           | 2:13,62 min |
| 200 m Lagen         | Daniela Hunger SC Dynamo Berlin                                                  | 2:13,69 min | Susanne Börnike ASK Vorwärts Potsdam                                           | 2:15,88 min | Sabine Herbst SC DHfK Leipzig                                             | 2:17,21 min |
| 400 m Lagen         | Grit Müller ASK Vorwärts Potsdam                                                 | 4:42,42 min | Daniela Hunger SC Dynamo Berlin                                                | 4:47,15 min | Diana Block ASK Vorwärts Potsdam                                          | 4:50,05 min |
| 4 × 100 m Freistil  | SC Dynamo Berlin Daniela Hunger Manuela Stellmach Katrin Meißner Simone Hellmer  | 3:43,24 min | SC Turbine Erfurt Kornelia Greßler Susanne Müller Kluge Nötzel                 | 3:54,01 min | SC DHfK Leipzig Sabina Schulze Schwarz Feustel Sina Schwintek             | 3:54,57 min |
| 4 × 200 m Freistil  | SC Dynamo Berlin Janin Rotermund Simone Hellmer Katrin Meißner Manuela Stellmach | 8:15,64 min | ASK Vorwärts Potsdam Jana Henke Sader Katrin Gronau Grit Müller                | 8:18,43 min | SC Empor Rostock Peggy Büchse Marion Sperka Buck Anja Eichhorst           | 3:23,37 min |
| 4 × 100 m Lagen     | SC DHfK Leipzig Kristin Otto Silke Hörner Peggy Conrad Sabina Schulze            | 4:09,54 min | SC Dynamo Berlin Sandra Henke Daniela Brendel Katrin Meißner Manuela Stellmach | 4:11,18 min | ASK Vorwärts Potsdam Corinna Meier Katrin Gronau Susanne Börnike Urbaniak | 4:21,44 min |

## Medaillenspiegel
| Platz | Verein                        | Verein               | Gold | Silber | Bronze | Total |
| ----- | ----------------------------- | -------------------- | ---- | ------ | ------ | ----- |
| 01    | Logo vom SC Dynamo Berlin     | SC Dynamo Berlin     | 110  | 9      | 8      | 28    |
| 02    | Logo vom ASK Vorwärts Potsdam | ASK Vorwärts Potsdam | 8    | 7      | 5      | 20    |
| 03    |                               | SC DHfK Leipzig      | 6    | 2      | 3      | 11    |
| 04    | Logo vom SC Magdeburg         | SC Magdeburg         | 4    | 2      | 1      | 07    |
| 05    | Logo vom SC Empor Rostock     | SC Empor Rostock     | 2    | 3      | 6      | 11    |
| 06    | Logo vom SC Chemie Halle      | SC Chemie Halle      | 2    | 1      | –      | 03    |
| 07    | Logo vom SC Karl-Marx-Stadt   | SC Karl-Marx-Stadt   | –    | 3      | 3      | 06    |
| 08    | Logo vom SC Turbine Erfurt    | SC Turbine Erfurt    | –    | 2      | 1      | 03    |
| 09    | Logo vom SC Einheit Dresden   | SC Einheit Dresden   | –    | 1      | 4      | 05    |
| 10    | Logo vom TSC Berlin           | TSC Berlin           | –    | 1      | 1      | 02    |
|       | Total                         | Total                | 33   | 31     | 32     | 96    |